# Гіллсборо (Техас)
Гіллсборо (англ. Hillsboro) — місто (англ. city) в США, в окрузі Гілл штату Техас. Населення — 8221 особа (2020).

## Географія
Гіллсборо розташоване за координатами 32°0′28″ пн. ш. 97°6′54″ зх. д. / 32.00778° пн. ш. 97.11500° зх. д. (32.007736, -97.115041). За даними Бюро перепису населення США в 2010 році місто мало площу 26,61 км², з яких 26,34 км² — суходіл та 0,26 км² — водойми. В 2017 році площа становила 28,42 км², з яких 28,15 км² — суходіл та 0,27 км² — водойми.

## Демографія
Згідно з переписом 2010 року, у місті мешкало 8456 осіб у 2900 домогосподарствах у складі 1941 родини. Густота населення становила 318 осіб/км². Було 3435 помешкань (129/км²).
Расовий склад населення:
| - 65,7 % — білих - 14,5 % — чорних або афроамериканців - 0,5 % — корінних американців - 0,5 % — азіатів - 16,2 % — осіб інших рас |

До двох чи більше рас належало 2,5 %. Частка іспаномовних становила 39,1 % від усіх жителів.
За віковим діапазоном населення розподілялося таким чином: 27,4 % — особи молодші 18 років, 57,3 % — особи у віці 18—64 років, 15,3 % — особи у віці 65 років та старші. Медіана віку мешканця становила 32,1 року. На 100 осіб жіночої статі у місті припадало 94,5 чоловіків; на 100 жінок у віці від 18 років та старших — 92,0 чоловіків також старших 18 років.
Середній дохід на одне домашнє господарство становив 42 753 долари США (медіана — 28 422), а середній дохід на одну сім'ю — 47 850 доларів (медіана — 32 328). Медіана доходів становила 31 222 долари для чоловіків та 24 632 долари для жінок. За межею бідності перебувало 34,6 % осіб, у тому числі 55,5 % дітей у віці до 18 років та 15,9 % осіб у віці 65 років та старших.
Цивільне працевлаштоване населення становило 3221 особа. Основні галузі зайнятості: освіта, охорона здоров'я та соціальна допомога — 20,5 %, роздрібна торгівля — 15,6 %, мистецтво, розваги та відпочинок — 14,0 %, будівництво — 12,9 %.

## Персоналії
- Медж Белламі (1899—1990) — американська акторка.